# Јожеф Сендреи
Јожеф Сендреи (мађ. Szendrei József; Карцаг, 25. април 1954) био је мађарски фудбалер који је играо на позицији голмана. Био је учесник Светског првенства у Мексику 1986. године.

## Каријера

### Клуб
Године 1972. дебитовао је у НБ II тиму у Солноку. Од 1974. до 1976. године је био на позајмицаи у Кошут КФШЕ тиму. Потом је до 1980. године поново био голман солношком МАВ МТЕ.
У 1980. години прешао је у први тим Њиређхазе. Годину дана касније, потписао је за Ујпешти Дожу, где је играо до 1987. У сезони 1986/87, Ујпешт је био други у лиги и три пута освојио титулу шампиона (1982, 1983, 1987) са клубом.
У 1987. години потписао је за шпански клуб. Играо је једну сезону за Малагу, освојивши титулу у шпанске друге лиге под вођством тренера Ласла Кубале, а затим четири сезоне за Кадиз КФ у шпанској првој лиги. Ту је завршио своју активну фудбалску каријеру. Један од најзапамћенијих мечева био је када је Кадиз на свом терену победио Барселону са 4 : 0, који је био под вођством Јохана Кројфа. Неки од играча из тог периода Барселоне били су: Зубизарета, Алексанко, Куман, Бакеро, Лаудруп и Салинас.

### Репрезентација
У репрезентацији Мађарске између 1985. и 1988. одиграо је 10 утакмицаи примио 6 голова. Био је члан тима који је учествовао на Светском првенству 1986. у Мексику. На голу репрезентације је био само на једној утакмици и то у победи над Канадом од 2 : 0.

## Достигнућа
Хонвед
- Прва лига Мађарске у фудбалу: 
  - други: 1986/87
- Куп Мађарске у фудбалу: 
  - победник: 1981/82, 1982/83, 1986/87,
- Куп победника купова:
  - четвртфиналиста: 1983/84.